# Frenkie de Jong
Frenkie de Jong (Gorinchem, 12 mei 1997) is een Nederlands voetballer die doorgaans speelt als middenvelder. Hij werd vernoemd naar de band Frankie Goes to Hollywood. In juli 2019 verruilde hij Ajax voor FC Barcelona. De Jong maakte in 2018 zijn debuut in het Nederlands voetbalelftal.

## Clubcarrière

### Willem II
Hij werd geboren in het Beatrix ziekenhuis in Gorinchem en groeide op in Arkel. De Jong ging in 2005 van ASV Arkel naar Willem II. Daar speelde hij meestal op positie 10. Hij speelde ook in de gezamenlijke jeugdopleiding van Willem II met RKC Waalwijk. De Jong tekende op 1 augustus 2013 zijn eerste profcontract bij Willem II, tot de zomer van 2016. Als speler van Jong Willem II mocht De Jong tijdens de winterstop van het seizoen 2014/15 met het eerste elftal mee op trainingskamp naar Turkije. Hij maakte op 10 mei 2015 zijn officiële debuut voor de Tricolores in een Eredivisie-thuiswedstrijd tegen ADO Den Haag (1–0 winst). Hij verving Terell Ondaan na ruim een uur spelen. Toch speelt hij weinig. Achteraf betreurt algemeen directeur Berry van Gool dat De Jong geen echte kans kreeg van zijn trainer. Aan het einde van het seizoen had onder meer PSV belangstelling voor hem.

### Ajax

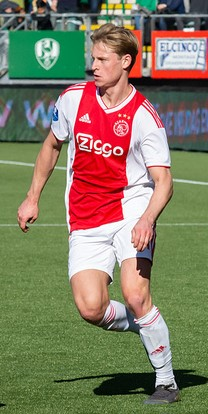
De Jong met Ajax in 2019

De Jong koos niet voor PSV of Feyenoord, maar voor Ajax, waar hij op 25 augustus 2015 een contract tekende tot medio 2019. Hij gaf aan dat een gesprek met Marc Overmars, Dennis Bergkamp en Orlando Trustfull de doorslag had gegeven. Willem II wilde € 800.000,- voor De Jong, maar dat vond Ajax te veel. In plaats daarvan kwamen de clubs tot een overeenkomst waarin De Jong voor één euro naar Amsterdam mocht, maar Willem II een doorverkooppercentage zou krijgen wanneer Ajax hem verkocht. Dit bleek in 2019 (toen De Jong naar FC Barcelona ging) neer te komen op ruim 10,1 miljoen euro. Ajax verhuurde De Jong na zijn komst eerst nog een jaar aan Willem II. De Jong kwam bij Willem II echter nauwelijks aan spelen toe, omdat de club in een degradatiestrijd was verwikkeld, en het frivole spel van De Jong in deze situatie als te risicovol werd gezien. Bovendien klikte het niet tussen De Jong en trainer Jurgen Streppel. Door gebrek aan speeltijd bij Willem II haalde Ajax hem in de winterstop terug, waarna hij kon aansluiten bij Jong Ajax om daarmee in de Eerste divisie speelminuten te maken. Bij Jong Ajax fungeerde hij meestal als aanvallende middenvelder. Hij maakte op 25 januari 2016 zijn eerste doelpunt in het betaald voetbal. In een thuisduel van Jong Ajax met NAC Breda, dat in Almere werd gespeeld, was hij in de 56e minuut verantwoordelijk voor de 2–0. In zijn eerste seizoen kwam hij tot vijftien wedstrijden voor Jong Ajax, waarin hij tweemaal scoorde.
Peter Bosz, die in mei 2016 was aangesteld als opvolger van Frank de Boer, haalde De Jong tijdens de voorbereiding op het seizoen 2016/17 bij de selectie van het eerste elftal. Hij mocht vervolgens met de A-selectie mee op trainingskamp naar Oostenrijk. In een vriendschappelijke duel met FC Liefering, ter afsluiting van dit trainingskamp, maakte hij zijn officieuze debuut voor Ajax. Na de voorbereiding speelde De Jong weer met Jong Ajax mee. Bosz nam hem op 21 september 2016 op in de wedstrijdselectie voor een KNVB Beker-wedstrijd tegen Willem II. De Jong maakte in deze wedstrijd zijn officiële debuut voor Ajax. Hij kwam na 80 minuten bij een tussenstand van 3–0 in het veld voor Riechedly Bazoer. De Jong speelde op 12 februari 2017 voor het eerst in de Eredivisie voor Ajax, in een met 2–0 gewonnen wedstrijd thuis tegen Sparta Rotterdam. Hij verving na 88 minuten Lasse Schöne. De Jong maakte op 7 mei 2017 zijn eerste doelpunt voor Ajax, in een met 4–0 gewonnen thuiswedstrijd tegen Go Ahead Eagles. In de laatste wedstrijd van het Eredivisieseizoen 2016/17 maakte De Jong zijn basisdebuut voor de Amsterdammers in de Eredivisie, in een wedstrijd tegen zijn oude club Willem II. Dat De Jong dat seizoen niet meer dan vier wedstrijden in de eredivisie speelde, waarvan slechts 1 keer in de basis, kwam doordat trainer Bosz hem in situaties na balverlies door Ajax niet sterk vond spelen. Na afloop van het seizoen ontving De Jong de Gouden Stier voor grootste talent van de Eerste divisie in het seizoen 2016/17. Ajax behaalde dit seizoen de Europa Leaguefinale. De inbreng van De Jong in dit toernooi bleef beperkt tot een viertal invalbeurten, waaronder enkele minuten in de met 0–2 verloren finale tegen Manchester United.
Onder nieuwe hoofdtrainer Marcel Keizer, die De Jong onder zijn hoede had gehad bij Jong Ajax, kreeg hij in het begin van het seizoen 2017/18 een basisplaats in Ajax 1. Na een paar tegenvallende resultaten, werd hij naar de bank verwezen. Op 26 november 2017 gaf hij als invaller drie assists in een thuiswedstrijd tegen Roda JC Kerkrade (5–1). Hij kreeg een week later weer een basisplaats. In december stelde Keizer hem niet meer op als middenvelder, maar als inschuivende verdediger, naast Matthijs de Ligt. De Jong tekende op 22 december 2017 een nieuw contract bij Ajax, waarmee hij zich tot medio 2022 aan de club verbond. Onder de nieuwe trainer Erik ten Hag speelde De Jong in 2018 net zoals onder Keizer soms als middenvelder en soms als inschuivende verdediger. De Jong zelf benadrukte dat zijn positie als inschuivende centrale verdediger van tijdelijke aard was en dat het zijn ambitie was om op het middenveld te spelen. Op 28 februari liep hij een enkelblessure op, waardoor hij de rest van het seizoen zou missen.
Aan het begin van seizoen 2018/19 was hij hersteld. Dit seizoen speelde hij meestal als controlerende middenvelder naast Lasse Schöne. In 2018 maakte hij zijn debuut in de Champions League. In december werd hij door de UEFA verkozen in het Champions League breakthrough team 2018, een fictief team van jonge spelers die zijn doorgebroken in de Champions League. De Jong kreeg positie 92 in de lijst van 100 beste voetballers in de wereld. Deze lijst (The Guardian 100 best male footballers in the world 2018) werd opgesteld door een panel van experts en gepubliceerd in de krant The Guardian. Dribbels en passing zijn sterke elementen in zijn spel. De Jong zelf gaf aan dat hij andere onderdelen van zijn spel nog hoopte te verbeteren, zoals zijn afstandsschot, dieptepass en het aantal assists en goals. Op 5 mei won hij met Ajax de finale van het bekertoernooi tegen zijn oude club, Willem II. Op hetzelfde moment leek er een goede kans te zijn dat hij de finale van de Champions League mocht gaan spelen tegen zijn nieuwe club, Barcelona. Ajax had de uitwedstrijd in de halve finale tegen Tottenham Hotspur gewonnen met 0-1 en Barcelona haar thuiswedstrijd tegen Liverpool met 3-0. Zowel Ajax (2-3) als Barcelona (4-0) werden echter alsnog uitgeschakeld in de tweede ontmoeting van de halve finale van de Champions League. De UEFA verkoos hem tot een van de twintig beste spelers van het Champions-League seizoen, en verkiest hem - in navolging van Clarence Seedorf en Wesley Sneijder voor hem - tot beste middenvelder van het seizoen. Op 15 mei werd bekend dat De Jong de Johan Cruijff Prijs had gewonnen, de prijs voor het Talent van het Jaar in de Eredivisie. Op dezelfde dag werd Ajax kampioen, waardoor De Jong met de dubbel op zak afscheid nam van Ajax. Op basis van statistieken werd hij door de Eredivisie uitgeroepen tot best presterende voetballer van het seizoen. In juli blijkt de Jong volgens de FIFA te behoren tot de 10 beste spelers in de wereld, die zijn genomineerd voor The Best FIFA Men's Player Award. De FIFA verkoos hem eveneens in het wereldelftal van het jaar (FIFPro World11).

### FC Barcelona

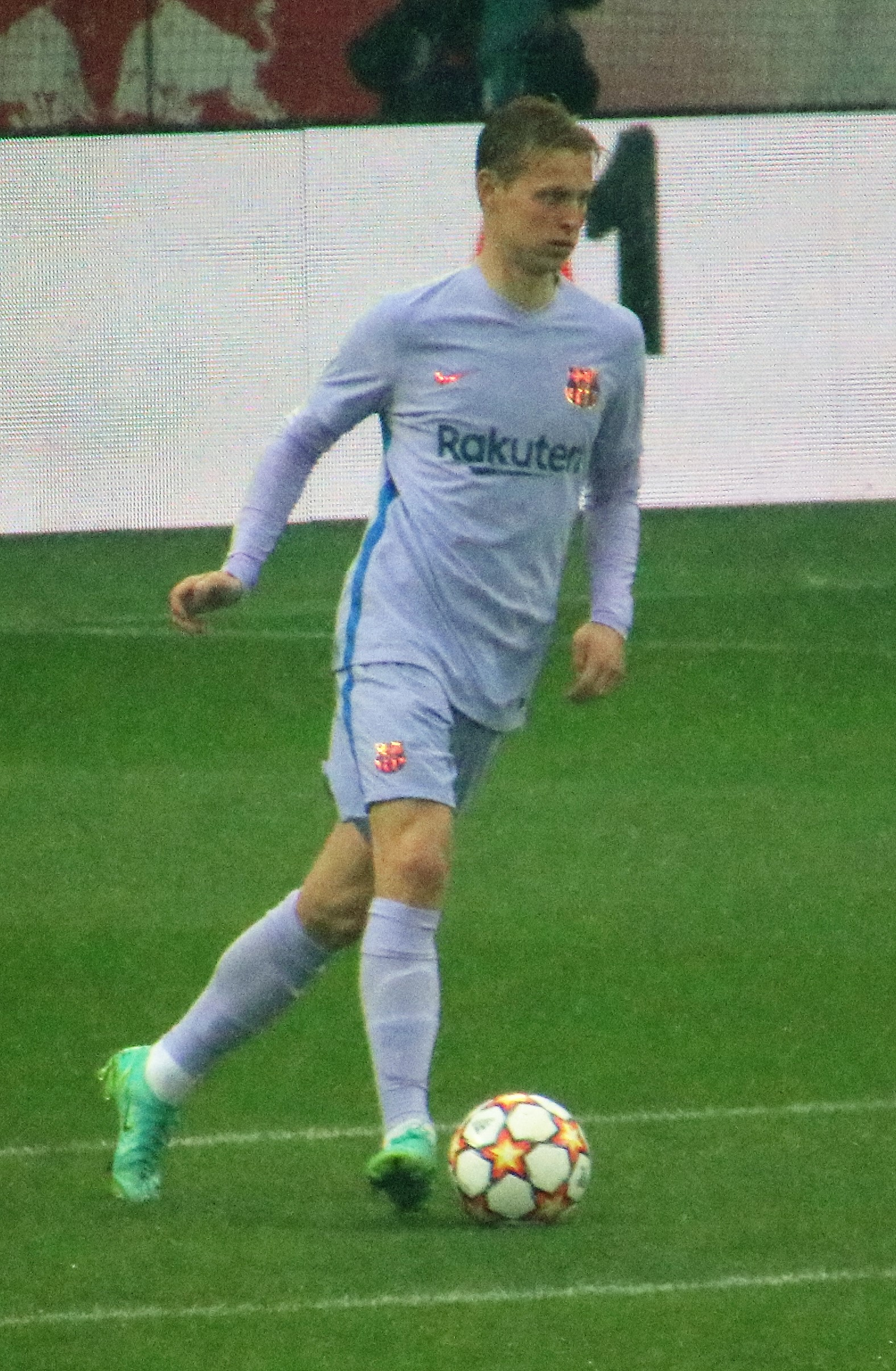
De Jong met FC Barcelona in 2021

In januari 2019 tekende De Jong een contract bij FC Barcelona, dat zou ingaan op 1 juli 2019. Hij werd daarmee de twintigste Nederlandse speler bij de club ooit. FC Barcelona betaalde 75 miljoen euro voor De Jong, wat zou kunnen oplopen tot een bedrag van 86 miljoen euro door eventuele bonussen. Hiermee werd hij de duurste vanuit de Eredivisie getransfereerde speler ooit, en – indien alle bonussen geactiveerd zouden worden – ongeveer even duur als de duurste Nederlandse voetballer ooit, Virgil van Dijk. Ajax moest van de transfersom ruim achtenhalf miljoen afstaan aan Willem II en vijf miljoen aan RKC in verband met doorverkooppercentage en solidariteitsbijdrage.
De Jong debuteerde op 16 augustus 2019 tijdens het openingsweekend van de Spaanse competitie voor FC Barcelona. Coach Ernesto Valverde gaf hem een basisplaats centraal op het middenveld tijdens een met 1–0 verloren uitwedstrijd in de Primera División tegen Athletic Club. Daarna speelde hij enkele wedstrijden als linkermiddenvelder. Op 14 september 2019 maakte de Jong in de wedstrijd tegen Valencia zijn eerste officiële doelpunt in dienst van FC Barcelona. Als verdedigende middenvelder Sergio Busquets niet is opgesteld in het elftal, speelt De Jong doorgaans op zijn positie. Als Busquets wel speelt, speelt De Jong links of rechts op het middenveld. De Jong heeft dus geen vaste positie in het elftal, en speelt meestal hoger op het veld dan hij bij Ajax en het Nederlands elftal gewend was. Eind oktober gaf coach Ernesto Valverde aan dat De Jong veel toevoegt aan het spel van Barcelona, en daardoor op dat moment al een heel belangrijke speler is, terwijl hij waarschijnlijk nog beter kan worden. In oktober maakte France Football bekend dat De Jong behoort tot de 30 spelers die zijn genomineerd voor de Ballon d'Or. Hij eindigt op positie 11. In december plaatst The Guardian De Jong op positie 10 in de lijst van 100 beste mannelijke voetballers in de wereld, waarop hij een jaar eerder nummer 92 was. De Jong stelde zichzelf tot doel om meer doelpunten te maken en assists te geven: "De échte wil om te scoren, moet ik nog krijgen". Tijdens zijn eerste seizoen bij Barcelona won hij geen prijzen met deze club.
In het seizoen 2020/21 startte Ronald Koeman als trainer van Barcelona. Aanvankelijk liet hij Barcelona in een 4-2-3-1-spelsysteem spelen, waardoor De Jong opnieuw de positie kreeg, die hij bij Ajax gewend was. Ook speelde hij, net zo als hij bij Ajax in seizoen 2017/18 deed, regelmatig als centrale verdediger. In december plaatste The Guardian De Jong op positie 79 in de lijst van 100 beste mannelijke voetballers in de wereld, waarop hij een jaar eerder nog nummer 10 was. Trainer Koeman verwachtte van De Jong, dat hij ook een aanvullende rol op zich zou nemen om zo voor gevaar te zorgen in het zestienmetergebied. In het midden van het seizoen leidde dit ertoe dat De Jong vaker ging scoren. Op 17 april droeg hij met een goal en twee assists veel bij aan de winst in de Spaanse bekerfinale, de Copa del Rey.
Bij zijn aantreden als nieuwe trainer in november 2021 gaf Xavi aan dat De Jong meer in het strafschopgebied zou moeten komen om doelpunten te maken. In de zomer van 2022 probeerde Barcelona De Jong in te laten stemmen met een salarisverlaging. Aan het begin van het seizoen 2022/23 kreeg de Jong, naast de al veel langer bestaande concurrentie met Sergio Busquets, steeds meer concurrentie van de jonge Spaanse spelers Pedri en Gavi. In Januari 2023 wist De Jong zijn tweede prijs te winnen met Barcelona, de Supercopa werd in dit jaar gewonnen met een overwinning van 3–1 op aartsrivaal Real Madrid. In maart 2023 noemde Xavi de middenvelder 'een van de beste middenvelders van de wereld'. Aan het einde van dit seizoen volgde zijn derde prijs met Barcelona, zijn eerste landskampioenschap als onderdeel van deze ploeg.
In december 2023, zijn vijfde seizoen bij Barcelona, werd hij opnieuw - ditmaal op positie 69 - opgenomen in de prestigieuze lijst van 100 best male footballers in the world van The Guardian. Op 1 januari 2024 verklaarde De Jong: "Ik heb nog niet de prijzen gewonnen die ik wil winnen en ben ook nog niet de speler die ik wil zijn. Er is nog ruimte voor verbetering en ik heb nog tijd, maar het liefst ben ik daar zo snel mogelijk." In januari 2024 speelde hij zijn 200ste officiële wedstrijd voor Barcelona, in alle competities. De Jong maakte op 24 februari 2024 het elfduizendste doelpunt in de geschiedenis van FC Barcelona. Op 21 april 2024 raakte hij tijdens een wedstrijd tegen Real Madrid geblesseerd aan de enkel waar hij eerder in het seizoen ook al twee keer geblesseerd was geweest. Door deze blessure miste hij het einde van het seizoen.
Door zijn enkelblessure miste hij ook het eerste deel van seizoen 2024/25. Op 1 oktober maakte hij na ruim vijf maanden zijn rentree. In de maanden hierna wist hij zijn basisplaats vooralsnog niet te heroveren, door de sterke concurrentie op het middenveld van onder andere Marc Casadó. In februari kreeg hij wel weer meer speeltijd. Hierna heroverde hij zijn basisplaats. In januari won hij met Barcelona voor de tweede maal de Supercopa de España, en in april eveneens voor de tweede maal de Copa del Rey. Begin mei werd Barcelona in de halve finale van de Champions League uitgeschakeld door Internazionale, dat na twee keer een 3–3 in de verlenging te sterk was. Hierdoor strandde De Jong voor de tweede keer in zijn carrière in de halve finales van dit toernooi, na het missen van de finale met Ajax in 2019. Dit seizoen werd hij voor de tweede maal landskampioen met zijn club.

## Clubstatistieken
| Seizoen     | Club         | Competitie       | Competitie | Competitie | Beker | Beker | Internationaal | Internationaal | Totaal | Totaal |
| Seizoen     | Club         | Competitie       | Wed.       | Dlp.       | Wed.  | Dlp.  | Wed.           | Dlp.           | Wed.   | Dlp.   |
| ----------- | ------------ | ---------------- | ---------- | ---------- | ----- | ----- | -------------- | -------------- | ------ | ------ |
| 2014/15     | Willem II    | Eredivisie       | 1          | 0          | 0     | 0     | —              | —              | 1      | 0      |
| 2015/16     | Willem II    | Eredivisie       | 1          | 0          | 1     | 0     | —              | —              | 2      | 0      |
| Club totaal | Club totaal  | Club totaal      | 2          | 0          | 1     | 0     | 0              | 0              | 3      | 0      |
| 2015/16     | Jong Ajax    | Eerste divisie   | 15         | 2          | —     | —     | —              | —              | 15     | 2      |
| 2016/17     | Jong Ajax    | Eerste divisie   | 31         | 6          | —     | —     | —              | —              | 31     | 6      |
| Club totaal | Club totaal  | Club totaal      | 46         | 8          | 0     | 0     | 0              | 0              | 46     | 8      |
| 2016/17     | Ajax         | Eredivisie       | 4          | 1          | 3     | 0     | 4              | 0              | 11     | 1      |
| 2017/18     | Ajax         | Eredivisie       | 22         | 0          | 2     | 1     | 2              | 0              | 26     | 1      |
| 2018/19     | Ajax         | Eredivisie       | 31         | 3          | 4     | 0     | 17             | 0              | 52     | 3      |
| Club totaal | Club totaal  | Club totaal      | 57         | 4          | 9     | 1     | 23             | 0              | 89     | 5      |
| 2019/20     | FC Barcelona | Primera División | 29         | 2          | 4     | 0     | 9              | 0              | 42     | 2      |
| 2020/21     | FC Barcelona | Primera División | 37         | 3          | 7     | 4     | 7              | 0              | 51     | 7      |
| 2021/22     | FC Barcelona | Primera División | 32         | 3          | 3     | 0     | 12             | 1              | 47     | 4      |
| 2022/23     | FC Barcelona | Primera División | 33         | 2          | 4     | 0     | 6              | 0              | 43     | 2      |
| 2023/24     | FC Barcelona | Primera División | 20         | 2          | 5     | 0     | 5              | 0              | 30     | 2      |
| 2024/25     | FC Barcelona | Primera División | 26         | 2          | 7     | 0     | 13             | 0              | 46     | 2      |
| Club totaal | Club totaal  | Club totaal      | 177        | 14         | 30    | 4     | 52             | 1              | 259    | 19     |
| Totaal      | Totaal       | Totaal           | 282        | 26         | 40    | 5     | 75             | 1              | 397    | 32     |

Bijgewerkt op 10 juni 2025.

## Interlandcarrière

### Jeugdelftallen
De Jong begon als jeugdinternational bij het Nederlands elftal onder 15 jaar. Voor dit team debuteerde hij op 24 mei 2012. Op die dag werd met 3–2 verloren van de leeftijdsgenoten uit Duitsland. In 2014 debuteerde hij voor Nederland onder 18. Hij speelde voor dit team totaal vijf wedstrijden waarin hij eenmaal trefzeker was.
De Jong mocht met Nederland onder 19 in de zomer van 2015 deelnemen aan het EK voor spelers onder 19 jaar dat werd gehouden in Griekenland. Op dit EK debuteerde hij in de eerste wedstrijd tegen Rusland. Nederland onder 19 wist de groepsfase van dit toernooi niet te overleven. Het jaar daarna kwalificeerde De Jong zich met Nederland onder 19 opnieuw voor het EK onder 19. Ditmaal werd het EK gehouden in Duitsland. Hij besloot echter om niet deel te nemen aan dit EK zodat hij zich volledig kon focussen op de voorbereiding bij zijn club Ajax.
Op 24 maart mocht Frenkie de Jong zijn debuut maken voor Jong Oranje. Hij deed dit in de 2-0 gewonnen wedstrijd tegen de leeftijdgenoten uit Finland.
| Jeugdinterlands van Frenkie de Jong | Jeugdinterlands van Frenkie de Jong | Jeugdinterlands van Frenkie de Jong | Jeugdinterlands van Frenkie de Jong | Jeugdinterlands van Frenkie de Jong | Jeugdinterlands van Frenkie de Jong |
| Team (№ interlands)                 | Datum                               | Wedstrijd                           | Uitslag                             | Soort Wedstrijd                     | Doelpunten                          |
| ----------------------------------- | ----------------------------------- | ----------------------------------- | ----------------------------------- | ----------------------------------- | ----------------------------------- |
|                                     |                                     |                                     |                                     |                                     |                                     |
| Als speler bij Willem II            |                                     |                                     |                                     |                                     |                                     |
| Onder 15 (1.)                       | 24 mei 2012                         | Duitsland - Nederland               | 3 – 2                               | Vriendschappelijk                   |                                     |
| Onder 18 (1.)                       | 13 november 2014                    | Nederland - Duitsland               | 0 – 4                               | 4-landentoernooi Turkije '14        |                                     |
| Onder 18 (2.)                       | 15 november 2014                    | Nederland - Turkije                 | 1 – 1                               | 4-landentoernooi Turkije '14        |                                     |
| Onder 18 (3.)                       | 17 november 2014                    | Tsjechië - Nederland                | 0 – 1                               | 4-landentoernooi Turkije '14        |                                     |
| Onder 18 (4.)                       | 26 maart 2015                       | Nederland - Noord-Ierland           | 1 – 1                               | Vriendschappelijk                   | 81'                                 |
| Onder 18 (5.)                       | 29 maart 2015                       | Nederland - Bulgarije               | 2 – 1                               | Vriendschappelijk                   |                                     |
| Onder 19 (1.)                       | 7 juli 2015                         | Nederland - Rusland                 | 1 – 0                               | EK 2015 groepsfase                  |                                     |
| Onder 19 (2.)                       | 10 juli 2015                        | Duitsland - Nederland               | 1 – 0                               | EK 2015 groepsfase                  |                                     |
| Onder 19 (3.)                       | 13 juli 2015                        | Spanje - Nederland                  | 1 – 1                               | EK 2015 groepsfase                  |                                     |
| Onder 19 (4.)                       | 7 september 2015                    | Nederland - Duitsland               | 1 – 2                               | Vriendschappelijk                   |                                     |
| Onder 19 (5.)                       | 7 oktober 2015                      | Nederland - Gibraltar               | 9 – 0                               | EK-kwalificatie '16                 |                                     |
| Onder 19 (6.)                       | 9 oktober 2015                      | Nederland - Liechtenstein           | 2 – 0                               | EK-kwalificatie '16                 |                                     |
| Onder 19 (7.)                       | 16 november 2015                    | Tsjechië - Nederland                | 2 – 4                               | Vriendschappelijk                   |                                     |
| Als speler bij Ajax                 |                                     |                                     |                                     |                                     |                                     |
| Onder 19 (8.)                       | 24 maart 2016                       | Nederland - Oekraïne                | 3 – 2                               | EK-kwalificatie '16                 |                                     |
| Onder 20 (1.)                       | 1 september 2016                    | Nederland – Tsjechië                | 4 – 1                               | Vriendschappelijk                   |                                     |
| Onder 20 (2.)                       | 5 oktober 2016                      | Engeland – Nederland                | 2 – 0                               | Vriendschappelijk                   |                                     |
| Jong Oranje (1.)                    | 24 maart 2017                       | Nederland – Finland                 | 2 – 0                               | Vriendschappelijk                   |                                     |
| Jong Oranje (2.)                    | 1 september 2017                    | Nederland – Engeland                | 1 – 1                               | EK-kwalificatie '19                 |                                     |
| Jong Oranje (3.)                    | 5 september 2017                    | Schotland – Nederland               | 2 – 0                               | EK-kwalificatie '19                 |                                     |
| Jong Oranje (4.)                    | 6 oktober 2017                      | Nederland – Letland                 | 3 – 0                               | EK-kwalificatie '19                 |                                     |
| Jong Oranje (5.)                    | 10 oktober 2017                     | Oekraïne – Nederland                | 1 – 1                               | EK-kwalificatie '19                 |                                     |
| Jong Oranje (6.)                    | 10 november 2017                    | Nederland – Andorra                 | 8 – 0                               | EK-kwalificatie '19                 | 73'                                 |

### Nederland
Op 22 augustus 2018 werd bekend dat de Jong zijn debuut maakte in de voorselectie voor het Nederlands elftal, voor een oefenduel met Peru. Hij verving Georginio Wijnaldum in de 46e minuut in dit oefenduel. Drie dagen later debuteerde hij tegen Frankrijk in de basis tijdens de eerste wedstrijd van Oranje in de eerste editie van de UEFA Nations League. De Jong werd door zijn medespelers, voetbalanalisten en de bondscoach gezien als een aanwinst voor het Nederlands elftal, en handhaafde zich daardoor in de basis. Met Nederland bereikt hij de finale van de Nations League. De Jong wordt gekozen als grootste talent van de finaleronde van de Nations League.
Hierna werd de kwalificatieronde hervat voor het EK 2020. Op 6 september 2019 scoorde De Jong tijdens zijn tiende interland zijn eerste doelpunt voor Oranje, in de uitwedstrijd tegen Duitsland die Nederland won met 2-4. Op 16 november 2019 kwalificeerde hij als basisspeler met Oranje zich voor het EK 2020 na het 0-0 gelijkspel tegen Noord-Ierland. Dit toernooi zou aanvankelijk gespeeld worden in de zomer van 2020, maar werd vanwege de coronapandemie een jaar uitgesteld. Bondscoach Ronald Koeman had inmiddels de overstap naar Barcelona gemaakt en diens opvolger Frank de Boer nam De Jong op in de definitieve selectie voor het eindtoernooi. Het zou zijn eerste eindtoernooi voor de nationale ploeg worden. Tijdens het toernooi speelde hij alle wedstrijden. Nederland werd in de achtste finales uitgeschakeld door Tsjechië.
In oktober 2022 werd De Jong door bondscoach Louis van Gaal opgenomen in de voorselectie voor het WK 2022. Drie weken later werd de middenvelder ook opgenomen in de definitieve selectie. Tijdens het WK was hij basisspeler. In de derde wedstrijd tegen Qatar maakte hij een doelpunt.
In mei 2024 werd De Jong door bondscoach Ronald Koeman opgenomen in de voorselectie voor het EK 2024 in Duitsland. Hij maakte anderhalve week later ook deel uit van de definitieve selectie. Op 10 juni 2024 werd echter bekend dat hij door een blessure het toernooi moest missen.
| Interlands van Frenkie de Jong voor Nederland | Interlands van Frenkie de Jong voor Nederland | Interlands van Frenkie de Jong voor Nederland | Interlands van Frenkie de Jong voor Nederland | Interlands van Frenkie de Jong voor Nederland | Interlands van Frenkie de Jong voor Nederland |                     |
| No.                                           | Datum                                         | Wedstrijd                                     | Uitslag                                       | Competitie                                    | Doelpunten                                    |                     |
| Als speler bij Ajax                           | Als speler bij Ajax                           | Als speler bij Ajax                           | Als speler bij Ajax                           | Als speler bij Ajax                           | Als speler bij Ajax                           | Als speler bij Ajax |
| --------------------------------------------- | --------------------------------------------- | --------------------------------------------- | --------------------------------------------- | --------------------------------------------- | --------------------------------------------- | ------------------- |
| 1                                             | 6 september 2018                              | Nederland – Peru                              | 2 – 1                                         | Vriendschappelijk                             |                                               |                     |
| 2                                             | 9 september 2018                              | Frankrijk – Nederland                         | 2 – 1                                         | Nations League 2018/19                        |                                               |                     |
| 3                                             | 13 oktober 2018                               | Nederland – Duitsland                         | 3 – 0                                         | Nations League 2018/19                        |                                               |                     |
| 4                                             | 16 november 2018                              | Nederland – Frankrijk                         | 2 – 0                                         | Nations League 2018/19                        |                                               |                     |
| 5                                             | 19 november 2018                              | Duitsland – Nederland                         | 2 – 2                                         | Nations League 2018/19                        |                                               |                     |
| 6                                             | 21 maart 2019                                 | Nederland – Wit-Rusland                       | 4 – 0                                         | EK 2020 kwalificatie                          |                                               |                     |
| 7                                             | 24 maart 2019                                 | Nederland – Duitsland                         | 2 – 3                                         | EK 2020 kwalificatie                          |                                               |                     |
| 8                                             | 6 juni 2019                                   | Nederland – Engeland                          | 3 – 1                                         | Nations League 2018/19                        |                                               |                     |
| 9                                             | 9 juni 2019                                   | Portugal – Nederland                          | 1 – 0                                         | Nations League 2018/19                        |                                               |                     |
| Als speler bij FC Barcelona                   |                                               |                                               |                                               |                                               |                                               |                     |
| 10                                            | 6 september 2019                              | Duitsland – Nederland                         | 2 – 4                                         | EK 2020 kwalificatie                          | 59'                                           |                     |
| 11                                            | 9 september 2019                              | Estland – Nederland                           | 0 – 4                                         | EK 2020 kwalificatie                          |                                               |                     |
| 12                                            | 10 oktober 2019                               | Nederland – Noord-Ierland                     | 3 – 1                                         | EK 2020 kwalificatie                          |                                               |                     |
| 13                                            | 13 oktober 2019                               | Wit-Rusland – Nederland                       | 1 – 2                                         | EK 2020 kwalificatie                          |                                               |                     |
| 14                                            | 16 november 2019                              | Noord-Ierland — Nederland                     | 0 – 0                                         | EK 2020 kwalificatie                          |                                               |                     |
| 15                                            | 19 november 2019                              | Nederland – Estland                           | 5 – 0                                         | EK 2020 kwalificatie                          |                                               |                     |
| 16                                            | 4 september 2020                              | Nederland – Polen                             | 1 – 0                                         | Nations League 2020/21                        |                                               |                     |
| 17                                            | 7 september 2020                              | Nederland – Italië                            | 0 – 1                                         | Nations League 2020/21                        |                                               |                     |
| 18                                            | 11 oktober 2020                               | Bosnië en Her. – Nederland                    | 0 – 0                                         | Nations League 2020/21                        |                                               |                     |
| 19                                            | 14 oktober 2020                               | Italië – Nederland                            | 1 – 1                                         | Nations League 2020/21                        |                                               |                     |
| 20                                            | 11 november 2020                              | Nederland – Spanje                            | 1 – 1                                         | Vriendschappelijk                             |                                               |                     |
| 21                                            | 15 november 2020                              | Nederland – Bosnië en Herz.                   | 3 – 1                                         | Nations League 2020/21                        |                                               |                     |
| 22                                            | 18 november 2020                              | Polen – Nederland                             | 1 – 2                                         | Nations League 2020/21                        |                                               |                     |
| 23                                            | 24 maart 2021                                 | Turkije – Nederland                           | 4 – 2                                         | WK 2022 kwalificatie                          |                                               |                     |
| 24                                            | 27 maart 2021                                 | Nederland – Letland                           | 2 – 0                                         | WK 2022 kwalificatie                          |                                               |                     |
| 25                                            | 30 maart 2021                                 | Gibraltar – Nederland                         | 0 – 7                                         | WK 2022 kwalificatie                          |                                               |                     |
| 26                                            | 2 juni 2021                                   | Nederland – Schotland                         | 2 – 2                                         | Vriendschappelijk                             |                                               |                     |
| 27                                            | 6 juni 2021                                   | Nederland – Georgië                           | 3 – 0                                         | Vriendschappelijk                             |                                               |                     |
| 28                                            | 13 juni 2021                                  | Nederland – Oekraïne                          | 3 – 2                                         | EK 2020 groepsfase                            |                                               |                     |
| 29                                            | 17 juni 2021                                  | Nederland – Oostenrijk                        | 2 – 0                                         | EK 2020 groepsfase                            |                                               |                     |
| 30                                            | 21 juni 2021                                  | Noord-Macedonië – Nederland                   | 0 – 3                                         | EK 2020 groepsfase                            |                                               |                     |
| 31                                            | 27 juni 2021                                  | Nederland – Tsjechië                          | 0 – 2                                         | EK 2020 achtste finale                        |                                               |                     |
| 32                                            | 1 september 2021                              | Noorwegen – Nederland                         | 1 – 1                                         | WK 2022 kwalificatie                          |                                               |                     |
| 33                                            | 4 september 2021                              | Nederland – Montenegro                        | 4 – 0                                         | WK 2022 kwalificatie                          |                                               |                     |
| 34                                            | 7 september 2021                              | Nederland – Turkije                           | 6 – 1                                         | WK 2022 kwalificatie                          |                                               |                     |
| 35                                            | 8 oktober 2021                                | Letland – Nederland                           | 0 – 1                                         | WK 2022 kwalificatie                          |                                               |                     |
| 36                                            | 11 oktober 2021                               | Nederland – Gibraltar                         | 6 – 0                                         | WK 2022 kwalificatie                          |                                               |                     |
| 37                                            | 13 november 2021                              | Montenegro – Nederland                        | 2 – 2                                         | WK 2022 kwalificatie                          |                                               |                     |
| 38                                            | 16 november 2021                              | Nederland – Noorwegen                         | 2 – 0                                         | WK 2022 kwalificatie                          |                                               |                     |
| 39                                            | 26 maart 2022                                 | Nederland – Denemarken                        | 4 – 2                                         | Vriendschappelijk                             |                                               |                     |
| 40                                            | 29 maart 2022                                 | Nederland – Duitsland                         | 1 – 1                                         | Vriendschappelijk                             |                                               |                     |
| 41                                            | 3 juni 2022                                   | België – Nederland                            | 1 – 4                                         | Nations League 2022/23                        |                                               |                     |
| 42                                            | 8 juni 2022                                   | Wales – Nederland                             | 1 – 2                                         | Nations League 2022/23                        |                                               |                     |
| 43                                            | 11 juni 2022                                  | Nederland – Polen                             | 2 – 2                                         | Nations League 2022/23                        |                                               |                     |
| 44                                            | 14 juni 2022                                  | Nederland – Wales                             | 3 – 2                                         | Nations League 2022/23                        |                                               |                     |
| 45                                            | 22 september 2022                             | Polen – Nederland                             | 0 – 2                                         | Nations League 2022/23                        |                                               |                     |
| 46                                            | 21 november 2022                              | Senegal – Nederland                           | 0 – 2                                         | WK 2022 groepsfase                            |                                               |                     |
| 47                                            | 25 november 2022                              | Nederland – Ecuador                           | 1 – 1                                         | WK 2022 groepsfase                            |                                               |                     |
| 48                                            | 29 november 2022                              | Nederland – Qatar                             | 2 – 0                                         | WK 2022 groepsfase                            | 50'                                           |                     |
| 49                                            | 3 december 2022                               | Nederland – Verenigde Staten                  | 3 – 1                                         | WK 2022 achtste finale                        |                                               |                     |
| 50                                            | 9 december 2022                               | Nederland – Argentinië                        | 2 – 2 (3 – 4 n.s.)                            | WK 2022 kwartfinale                           |                                               |                     |
| 51                                            | 14 juni 2023                                  | Nederland – Kroatië                           | 2 – 4                                         | Nations League 2022/23                        |                                               |                     |
| 52                                            | 18 juni 2023                                  | Nederland – Italië                            | 2 – 3                                         | Nations League 2022/23                        |                                               |                     |
| 53                                            | 7 september 2023                              | Nederland – Griekenland                       | 3 – 0                                         | EK 2024 kwalificatie                          |                                               |                     |
| 54                                            | 10 september 2023                             | Ierland – Nederland                           | 1 – 2                                         | EK 2024 kwalificatie                          |                                               |                     |
| 55                                            | 16 november 2024                              | Nederland – Hongarije                         | 4 – 0                                         | Nations League 2024/25                        |                                               |                     |
| 56                                            | 20 maart 2025                                 | Nederland – Spanje                            | 2 – 2                                         | Nations League 2024/25                        |                                               |                     |
| 57                                            | 23 maart 2025                                 | Spanje – Nederland                            | 3 – 3 (5 – 4 n.s.)                            | Nations League 2024/25                        |                                               |                     |
| 58                                            | 7 juni 2025                                   | Finland – Nederland                           | 0 – 2                                         | WK 2026 kwalificatie                          |                                               |                     |
| 59                                            | 10 juni 2025                                  | Nederland – Malta                             | 8 – 0                                         | WK 2026 kwalificatie                          |                                               |                     |

Bijgewerkt op 10 juni 2025.

## Erelijst
| Competitie                                         | Aantal | Jaren                        |
| Ajax                                               | Ajax   | Ajax                         |
| -------------------------------------------------- | ------ | ---------------------------- |
| Eredivisie                                         | 1      | 2018/19                      |
| KNVB Beker                                         | 1      | 2018/19                      |
| FC Barcelona                                       |        |                              |
| Primera División                                   | 2      | 2022/23, 2024/25             |
| Copa del Rey                                       | 2      | 2020/21, 2024/25             |
| Supercopa de España                                | 2      | 2022/23, 2024/25             |
| Individueel                                        |        |                              |
| Eerste Divisie Talent van het Seizoen              | 1      | 2016/17                      |
| Eredivisie Speler van de Maand                     | 2      | december 2018, februari 2019 |
| Eredivisie Speler van het Seizoen                  | 1      | 2018/19                      |
| Eredivisie Team van het Seizoen                    | 1      | 2018/19                      |
| UEFA Champions League Team van het Seizoen         | 1      | 2018/19                      |
| UEFA Champions League Middenvelder van het Seizoen | 1      | 2018/19                      |
| UEFA Nations League Jonge speler van het Toernooi  | 1      | 2018/19                      |
| UEFA Nations League Team van het Seizoen           | 1      | 2018/19                      |

## Privé
De Jong heeft een relatie met influencer Mikky Kiemeney. Eind 2023 werden ze ouders van een zoon. In mei 2024 trouwden de twee.